# اولگا ملیک-ورتانسیان
اولگا گارگینی ملیک-ورتانسیان (ارمنی: Օլգա Գարեգինի Մելիք-Վրթանեսյան؛ انگلیسی: Olga Melik-Vrtanesyan زادهٔ ۱۹ سپتامبر ۱۹۲۸ - درگذشته ۱۷ آوریل ۱۹۹۸) کارگردان، نویسنده و فیلم‌نامه‌نویس اهل ارمنستان بود.

## زندگی‌نامه
وی در ۱۹ سپتامبر ۱۹۲۸ در واغارشاپات به دنیا آمد و از انستیتو دولتی هنری و نمایشی ایروان فارغ‌التحصیل گشت. وی برنده جوایزی همچون چهره هنری شایسته ارمنستان شوروی شد. وی در ۱۷ آوریل ۱۹۹۸ در سن ۶۹ سالگی در ایروان درگذشت.

## گزیده فیلم‌شناسی
- خاچاطور آبوویان (۱۹۵۵)

## نگارخانه

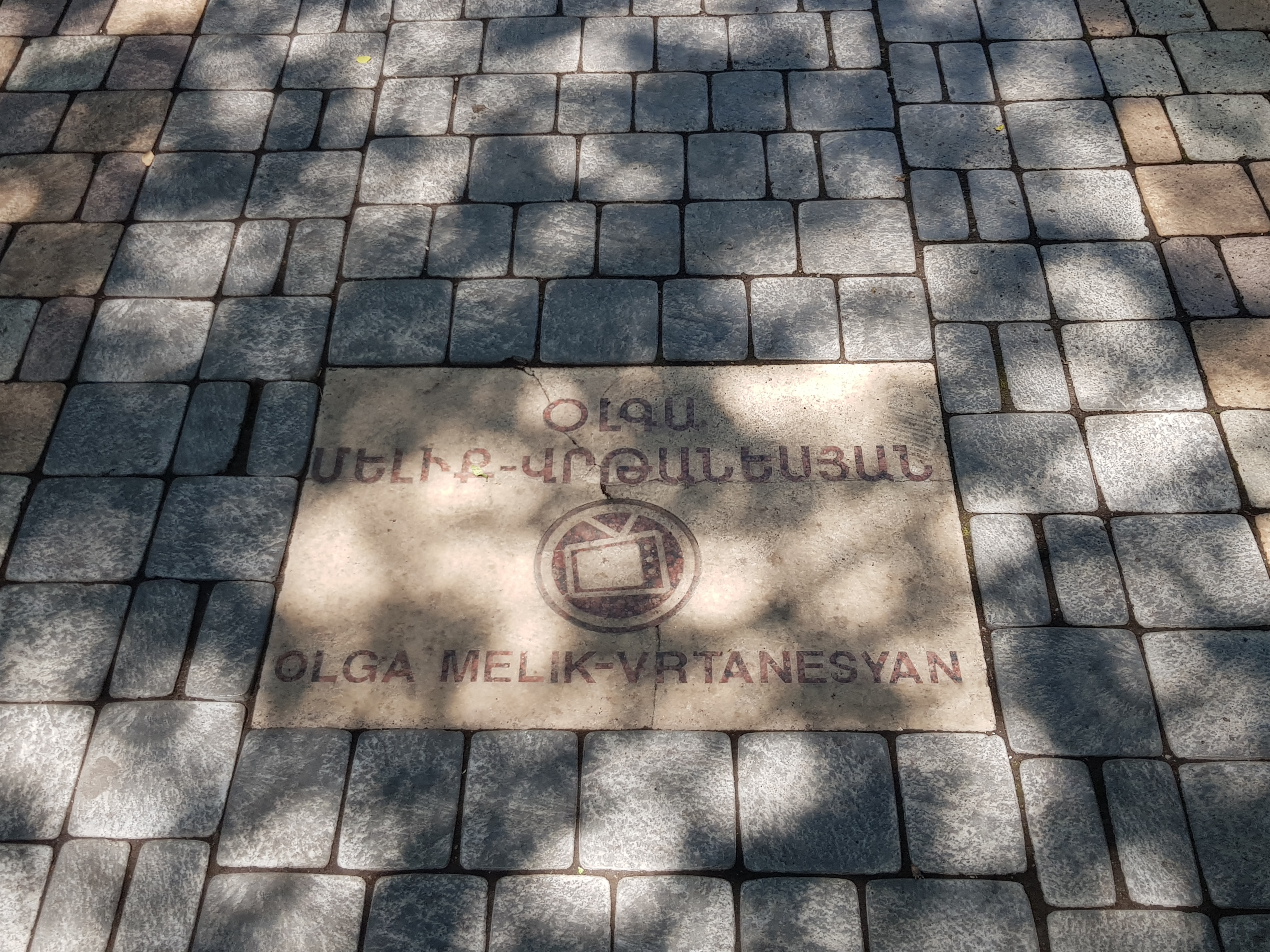
پلاک یادبود